# Солоницын, Аркадий Алексеевич
Аркадий Алексеевич Солоницын — советский хозяйственный, государственный и политический деятель.

## Биография
Родился в 1922 году в селе Солоницыно. Член КПСС.
Участник Великой Отечественной войны: старший радиотелеграфист 16-й гвардейской отдельной роты связи 16-го отдельно района авиационного базирования
До 1961 — инженерный и руководящий работник в системе Мосэнерго, начальник сектора производственно-технического отдела.
В 1961 — первый секретарь Каширского горкома КПСС.
В 1965—1968 — секретарь парткома Министерства энергетики и электрификации СССР.
В 1968 — первый секретарь Кировского районного комитета КПСС города Москвы.
В 1968—1972 — первый секретарь Москворецкого районного комитета КПСС города Москвы.
В 1972—1985 — заведующий отделом тяжелой промышленности Московского городского комитета КПСС.
В 1985—1986 — заведующий отделом тяжелой промышленности и энергетики Московского городского комитета КПСС.
Делегат XXII и XXIV съездов КПСС.
Жил в Москве.

## Награды
- Орден Отечественной войны II степени (1985)
- Орден Дружбы народов (16.01.1981)
- Орден Знак Почёта (04.10.1966)